# Scarlet (álbum)
Scarlet é o quarto álbum de estúdio da rapper e cantora estadunidense Doja Cat, lançado em 22 de setembro de 2023, através da Kemosabe e RCA Records. Inspirada pela sua desilusão com a música pop e insatisfação com críticos musicais questionando seu status como rapper, Doja Cat decidiu criar uma sequência "masculina" para seu terceiro álbum de estúdio, Planet Her (2021). Musicalmente, o álbum é predominantemente centrado nos gêneros de hip hop e R&B, marcando uma leve mudança em relação aos sons pop do seu antecessor. 
Dois singles foram lançados de Scarlet; o primeiro, "Paint the Town Red", foi um sucesso comercial massivo e se tornou o primeiro número um solo de Doja Cat na parada Billboard Hot 100 dos Estados Unidos, na parada UK Singles Chart, na Billboard Global 200 e em várias outras paradas nacionais ao redor do mundo. Foi seguido por "Agora Hills" em setembro de 2023. Os singles promocionais do álbum incluem "Attention", "Demons" e "Balut". Para promover o álbum, Doja Cat embarcará na The Scarlet Tour, sua primeira turnê em arenas na América do Norte.

## Antecedentes
Doja Cat iniciou sua carreira como rapper profundamente envolvida com a cena underground em sua cidade natal, Los Angeles. Ela ganhou destaque em agosto de 2018 como um meme da internet, após o sucesso viral de sua canção humorística "Mooo!". Ela continuou a conquistar a atenção do público em geral com seu segundo álbum de estúdio, Hot Pink (2019), que misturava elementos de pop e R&B. O remix de "Say So", com participação de Nicki Minaj, se tornou a primeira canção de uma dupla feminina de rap a alcançar o número um na parada Billboard Hot 100 dos Estados Unidos. O terceiro álbum de estúdio de Doja Cat, Planet Her (2021), manteve essa combinação de pop e R&B e foi bem recebido tanto pela crítica quanto comercialmente. Tornou-se o álbum mais reproduzido por uma rapper feminina no Spotify, e seu primeiro single, "Kiss Me More", com participação de SZA, ganhou o Grammy Award para Melhor Performance de Dupla/Grupo Pop na edição de 2022.
Depois de ter sido indicada para o BET Award para Melhor Artista Feminina de Hip Hop em maio de 2021, Doja Cat recebeu críticas de usuários das redes sociais que a consideraram "muito pop" para ser considerada uma rapper. Ela respondeu às críticas no Twitter, escrevendo: "Nunca me desrespeite como rapper. Após a última música que lancei, você vai respeitar a minha escrita, e é isso". Ela aprofundou o debate durante uma entrevista de capa com a Rolling Stone em dezembro, afirmando: "Qualquer pessoa que diga que não sou uma rapper está em negação. Elas não sabem do que estão falando." Poucos dias após a publicação da matéria, Doja Cat revelou em uma transmissão ao vivo no Instagram que estava interessada em criar um álbum duplo, com um lado focado em seus sons de pop rap e o outro contendo 12 faixas de hip hop produzidas por 9th Wonder e Jay Versace.

## Lista de faixas
| Scarlet — Edição padrão |                        | |                                                      |         |  |
| N.º                     | Título                 | Compositor(es)                                                                                               | Produtor(es)                                         | Duração |  |
| 1.                      | "Paint the Town Red"   | Amala Zandile Dlamini Burt Bacharach Hal David Isaac Earl Bynum Jean-Baptiste Kouame Karl Rubin Ryan Buendia | Earl on the Beat Rubin Jean-Baptiste DJ Replay       | 3:51    |  |
| 2.                      | "Demons"               | Dlamini David Lewis Doman Christina Doman                                                                    | D.A. Got That Dope                                   | 3:15    |  |
| 3.                      | "Wet Vagina"           | Dlamini Kurtis McKenzie Oliver Rodigan Jiseok Lee Sung Woo Lee                                               | McKenzie Cadenza Flip_00                             | 3:12    |  |
| 4.                      | "Fuck the Girls (FTG)" | Dlamini McKenzie Mike Riley Elliot Dubock Amil Raja                                                          | McKenzie Scribz Riley Beat Butcha                    | 2:32    |  |
| 5.                      | "Ouchies"              | Dlamini London Holmes Devon Rhys Roberts Sean Momberger Philip Cornish Tommy Brown Luther Campbell           | London on da Track Roberts Momberger                 | 2:02    |  |
| 6.                      | "97"                   | Dlamini Sam Barsh Jahlil Gunter                                                                              | Barsh Jay Versace                                    | 2:57    |  |
| 7.                      | "Gun"                  | Dlamini McKenzie Lee Stashenko Aubrey Robinson                                                               | McKenzie Fallen Boobie                               | 2:56    |  |
| 8.                      | "Go Off"               | Dlamini McKenzie Stashenko                                                                                   | McKenzie Fallen Rian Lewis                           | 3:17    |  |
| 9.                      | "Agora Hills"          | Dlamini Bynum Memishi Pepple Nick Kobe Kouame Brian Holland Michael Smith                                    | Earl on the Beat GentJean-Baptiste Bangs             | 4:25    |  |
| 10.                     | "Can't Wait"           | Dlamini Bynum Kouame Jasper Harris Presley Regier Aaron Shadrow Roy C. Hammond                               | Earl on the Beat Jean-Baptiste Harris Regier Shadrow | 3:55    |  |
| 11.                     | "Often"                | Dlamini Gunter Ben Nartey Derex Williams                                                                     | Jay Versace Nartey                                   | 3:18    |  |
| 12.                     | "Love Life"            | Dlamini Gunter Nartey                                                                                        | Jay Versace Nartey                                   | 3:56    |  |
| 13.                     | "Skull and Bones"      | Dlamini Austin Owens Adrian Sealy Derek Kastal Justin Robbins Leonard LaTouche Marcus Rucker                 | Ayo the Producer Kaeyos                              | 4:08    |  |
| 14.                     | "Attention"            | Dlamini Ari Starace Rogét Chahayed                                                                           | Y2K Chahayed                                         | 4:37    |  |
| 15.                     | "Balut"                | Dlamini Starace Chahayed Kurtis McKenzie                                                                     | Yeti Beats Chahayed McKenzie                         | 3:27    |  |
| Duração total:          | Duração total:         | Duração total:                                                                                               | Duração total:                                       | 51:45   |  |

| Scarlet — Edição deluxe |                 |                                                                           |                              |         |  |
| N.º                     | Título          | Compositor(es)                                                            | Produtor(es)                 | Duração |  |
| 16.                     | "Shutcho"       | Dlamini Bynum Gentuar Memishi Bennett Pepple Eric Stewart Graham Gouldman | Earl on the Beat GENT! Bangs | 3:07    |  |
| 17.                     | "WYM Freestyle" | Dlamini McKenzie Bradley Powell Sergio Romero                             | McKenzie Brad! Serg Dior     | 2:04    |  |
| Duração total:          | Duração total:  | Duração total:                                                            | Duração total:               | 56:56   |  |

## Histórico de lançamento
| Região | Data                   | Formato(s)                    | Gravadora(s) | Ref.   |
| ------ | ---------------------- | ----------------------------- | ------------ | ------ |
| Várias | 22 de setembro de 2023 | CD download digital streaming | Kemosabe RCA | [ 15 ] |